# Andreas Gruber (Fußballspieler)
Andreas Gruber (* 29. Juni 1995 in Mürzzuschlag) ist ein österreichischer Fußballspieler.

## Karriere

### Verein
Gruber erlernte bei seinem Heimatverein Phoenix Mürzzuschlag/Hönigsberg das Fußballspielen. Als Elfjähriger wechselte er am 23. November 2006 zum Grazer AK und blieb dem Klub bis zum drohenden Konkurs treu. Erst am 17. März 2010 wechselte er in die Nachwuchsabteilung des SK Sturm Graz, wo er die U-15-, U-16- und U-18-Mannschaften durchlief.
Im Juli 2012 wurde er in den Kader der zweiten Mannschaft des SK Sturm Graz übernommen und spielte neben der U-18 außerdem in der Regionalliga Mitte. Seinen ersten Einsatz hatte er am 5. August 2012 im Heimspiel gegen Union Vöcklamarkt. Auf seinen ersten Treffer im Erwachsenenbereich musste Gruber allerdings bis 2. August 2013 warten, als er beim 3:1-Auswärtssieg beim SC Kalsdorf zum 2:0 traf. In der Folge entwickelte er sich unter Trainer Markus Schopp zum Stammspieler der zweiten Mannschaft, was sich in 24 Einsätzen und 11 Toren in der Saison 2013/14 niederschlug.
Im Sommer 2014 wurde Gruber von Trainer Darko Milanič in den Kader der Bundesligamannschaft aufgenommen. Seinen ersten Pflichtspieleinsatz bei den Profis gab er am 17. August 2014 in der Grazer UPC-Arena. Beim 1:1-Unentschieden gegen den FK Austria Wien wurde er in der 81. Spielminute für Daniel Beichler eingewechselt. Auf sein erstes Tor im Profibereich musste Gruber bis 11. April 2015 warten. Beim 5:0-Heimsieg gegen den SCR Altach traf er dafür gleich doppelt.
Am 30. Juli 2015 kam Gruber zu seinem ersten internationalen Pflichtspieleinsatz, als er bei der 2:3-Niederlage der Grazer gegen Rubin Kasan im Rahmen der Qualifikation zur UEFA Europa League anstelle von Thorsten Schick eingewechselt wurde.
Zur Saison 2017/18 wechselte er zum Ligakonkurrenten SV Mattersburg. Der Verein stellte nach der Saison 2019/20 den Spielbetrieb ein.
Daraufhin wechselte er zur Saison 2020/21 zum LASK, bei dem er einen bis Juni 2023 laufenden Vertrag erhielt. Für den LASK kam er in zwei Spielzeiten zu 30 Bundesligaeinsätzen, in denen er fünfmal traf. Zur Saison 2022/23 wechselte er weiter innerhalb der Liga zum FK Austria Wien, bei dem er bis Juni 2025 unterschrieb. Für die Austria kam er in drei Jahren zu 84 Bundesligaeinsätzen, in denen er 24 Tore erzielte.
Zur Saison 2025/26 wechselte Gruber in die Slowakei zum DAC Dunajská Streda, bei dem er einen bis 2028 laufenden Vertrag erhielt.

### Nationalmannschaft
Die guten Leistungen von Gruber blieben dem Teamchef der österreichischen U-20-Nationalmannschaft nicht verborgen, weshalb Andreas Heraf ihn in den Kader für das freundschaftliche Länderspiel am 30. März 2015 in Rohrbach an der Lafnitz gegen die Alterskollegen aus Mexiko berief. Beim 3:1-Sieg wurde er zur Halbzeit für Markus Blutsch eingewechselt und durfte erstmals das Teamtrikot tragen. Nachdem seine Leistung den Vorstellungen des Teamchefs entsprach, wurde er in den Kader für die die U20-Weltmeisterschaft 2015 in Neuseeland aufgenommen. Dort kam Gruber in allen vier Spielen der österreichischen Mannschaft gegen Ghana (1:1), Panama (2:1), Argentinien (0:0) und Usbekistan (0:2) zum Einsatz.
Im September 2015 wurde er von Teamchef Werner Gregoritsch erstmals in den Kader der österreichischen U-21-Nationalmannschaft berufen. Am 9. Oktober 2015 in der St. Pöltner NV Arena durfte er im Rahmen der Qualifikation zur Europameisterschaft 2017 sein Debüt im U-21-Team beim 7:0-Sieg gegen die Alterskollegen aus Aserbaidschan geben, als er in der 83. Spielminute anstelle von Kevin Friesenbichler eingewechselt wurde.